# Torps herrgård
Torps herrgård var en sätesgård i Hjärtums socken i Lilla Edets kommun. Gården låg 2 km norrut från Hjärtums kyrka, väster om Göta älv, i Västra Götalands län.
I 1573 års jordebok uppgavs Torp under adelsgodsen. År 1668 redovisas en av Torps gårdar ha ägts av förre lagmannen Hans Frandtzon. Samma år ska Norra Torp ha tillbytts med kronan. Dessförinnan ska gården ha tillhört härföraren Harald Stake.
År 1756 stod Ytter Torp med 1 mantal angivet som frälsehemman och 1880 stod Torp nämnt med 1 mantal som frälsehemman.
Torp ägdes på 1820-talet av brukspatron Otto Gammelin och på 1840-talet av kapten Carl A Nycander. 1898 såldes egendomen av kapten von Matérn till bruksägare Claes Sundin. Därefter skedde ett flertal försäljningar. Egendomen bestod på 1960-talet av Yttre Torp, Nedre Torp och Gategården och uppgick till 80 tunnland åker samt 900 tunnland skogsmark.